# 莱米 (里约热内卢)

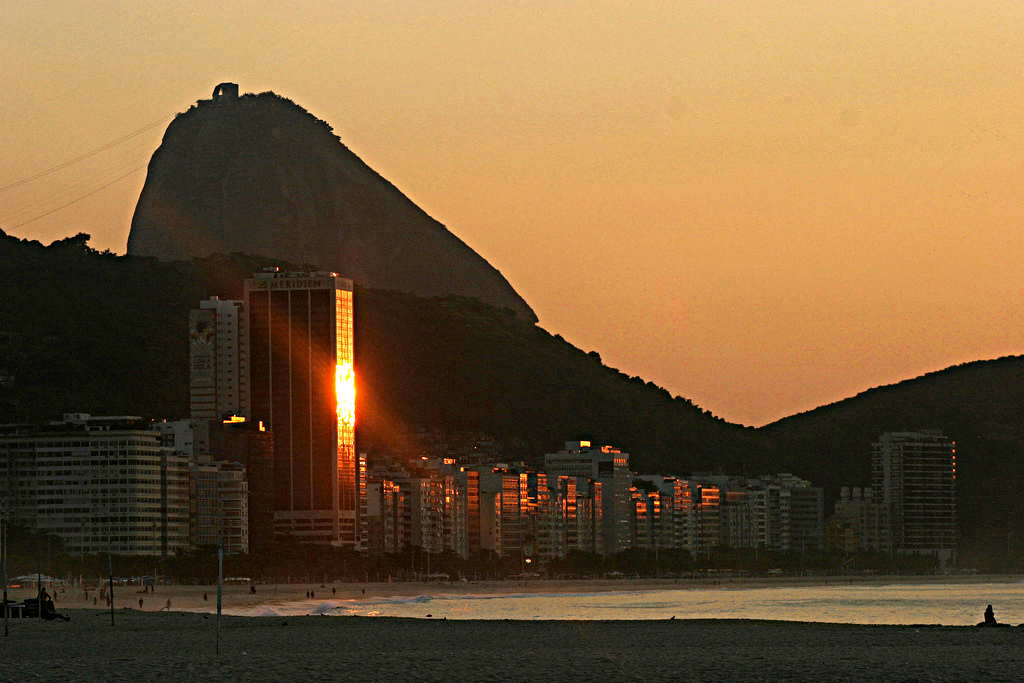
莱米

莱米（Leme，葡萄牙語發音：[ˈlɛ̃mi]，意为“舵”）是巴西里约热内卢南区的一个中上阶级社区，毗邻科帕卡瓦纳、Urca和博塔弗戈。街区的名字取自附近的岩层，其形状酷似船的舵。
本区的高层建筑艾美酒店在2007年关闭，2009年出售给温莎酒店，翻新后，于2011年1月重新开业为温莎王者酒店（Windsor Atlantica Hotel）。
每年12月31日，纪念叶玛亚的传统游行从这里开始。著名的科帕卡瓦纳除夕之夜的新年派对“雷韦隆”完全延伸到莱米。